# Old Salem

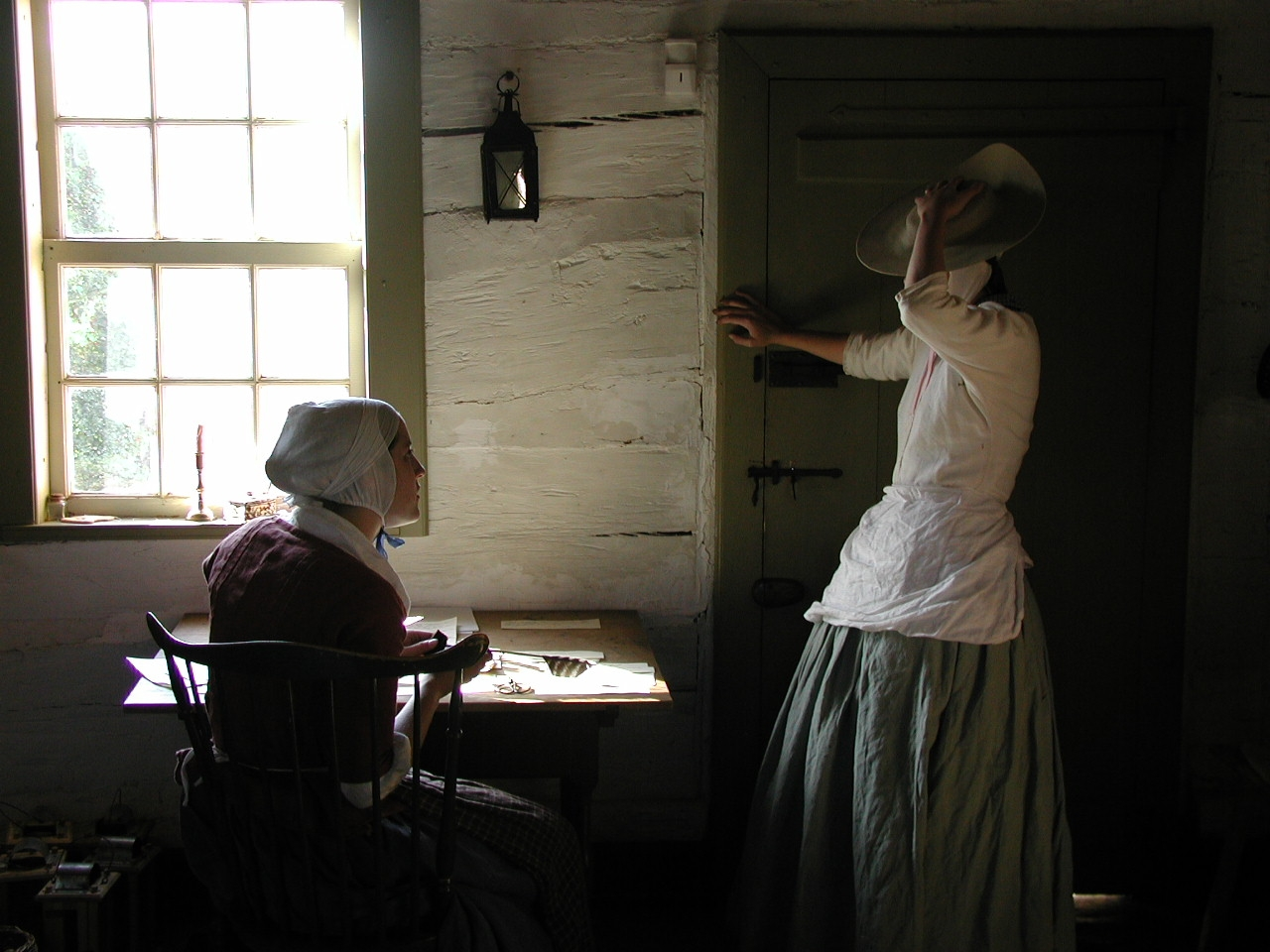
Darstellerinnen im Museum kopieren die Bibel mit einem Federkiel

Old Salem ist ein lebendiges historisches Museum, das sich innerhalb des restaurierten Stadtteils der Herrnhuter Siedlung in Winston-Salem im Staat North Carolina, Vereinigte Staaten befindet. Die gemeinnützige Gesellschaft namens Old Salem, Inc. nahm ihre Arbeit 1950 auf.
Die Anerkennung als National Historic Landmark sowie der Eintrag als Historic District mit dem Namen Old Salem Historic District in das National Register of Historic Places fand im November 1966 statt. Der Besitz der Gebäude und des Landes ist aufgeteilt zwischen der Old Salem, Inc.,  der Wachovia Historical Society, dem Salem College und der Moravian Church.

## Historisches Salem
Salem wurde ursprünglich 1766 durch Mitglieder der Herrnhuter Brüdergemeine, im englischen Moravians, besiedelt, Mitglieder einer protestantischen Glaubensgemeinschaft, die im Jahr 1457 aus Anhängern von Jan Hus (1369–1415) in Böhmen und Mähren (engl. Moravia) im heutigen Tschechien entstand. Aus einer früheren Siedlung in Bethlehem, Pennsylvania kamen die Herrnhuter in die Provinz Carolina und gründeten zunächst die vorübergehende Ansiedlung in Bethabara (1753) und anschließend im Jahre 1759 die erste geplante moravische Gemeinde in North Carolina namens Bethania. Als Mittelpunkt eines 400 Quadratkilometer großen Gebietes, dessen Name Wachovia von der Wachau entlehnt wurde, planten die Herrnhuter dann Salem, die Bauarbeiten begannen im Jahre 1766. Die Einwohner konzentrierten sich eher auf den Handel und das Handwerk als auf die Landwirtschaft.
Der Ort vereinigte sich im Jahre 1913 mit dem benachbarten Winston. Viele der ursprünglichen historischen Gebäude Salems waren noch erhalten, als sich 1950 die gemeinnützige Organisation Old Salem Inc. zum Schutze der bedrohten Gebäude, der Restaurierung des Ortes und der Einrichtung eines Museums bildete.

## Old Salem heute

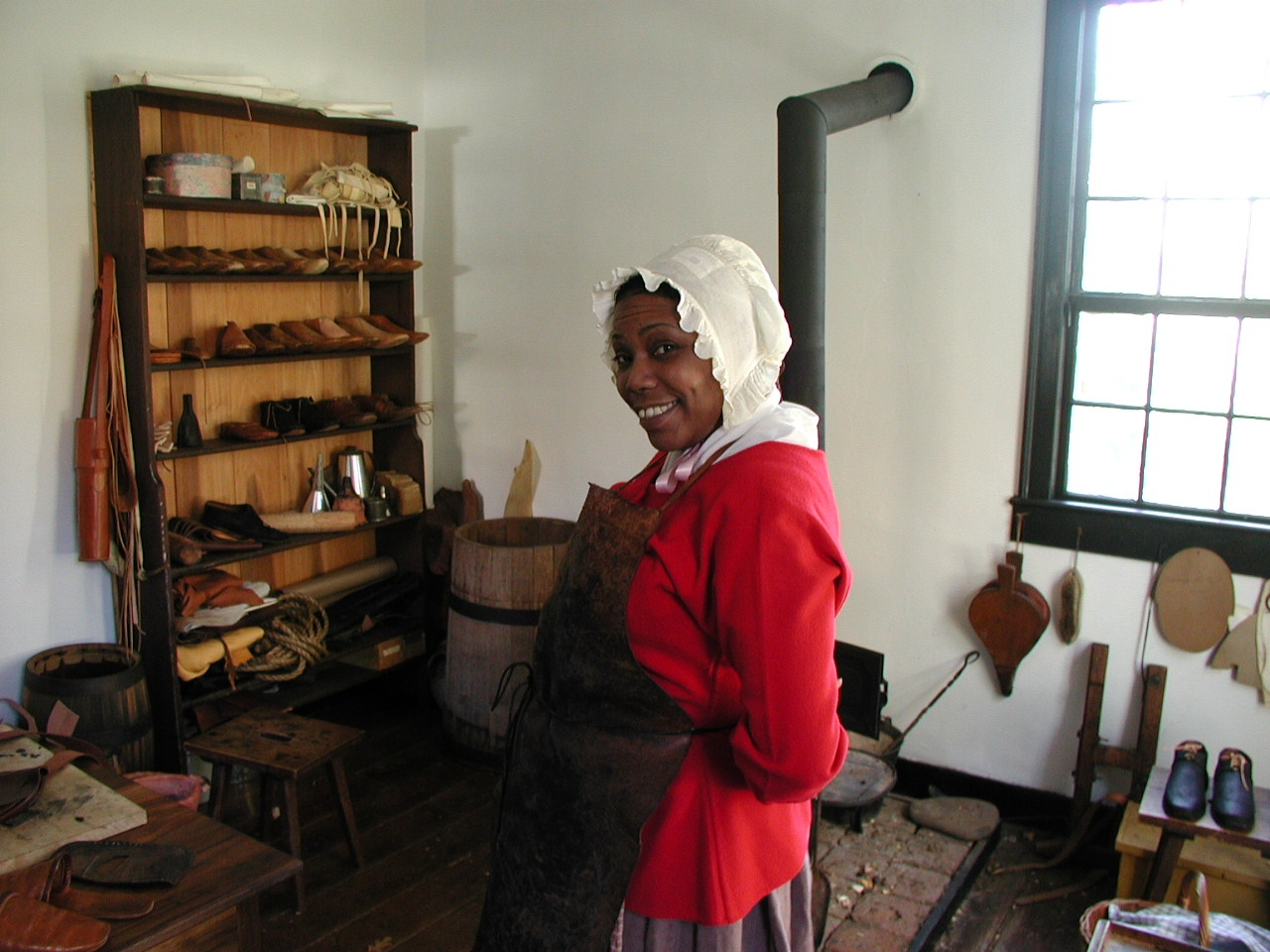
Eine Darstellerin zeigt die Werkzeuge und die Herstellung von Schuhen in einer Schuhmacherwerkstatt

Heute arbeiten in den historischen und restaurierten Gebäuden Interpreten der lebendigen Geschichte, die dem Besucher erklären und zeigen, wie das Herrnhuter Leben im 18. und 19. Jahrhundert aussah. Darunter befinden sich auch Handwerker, beispielsweise Zinnschmiede, Schmiede, Schuhmacher, Waffenschmiede, Bäcker und Zimmerleute. Etwa 70 % der Gebäude im historischen Bezirk sind tatsächlich original erhalten, was dieses lebendige Museum einzigartig macht.
In den vergangenen Jahren hat sich die geschichtliche und archäologische Forschung vor allem auf die historische afroamerikanische Bevölkerung, die überwiegend aus von der Kirche freigekauften und meist bekehrten Sklaven bestand, konzentriert. Die Brüdergemeine unterrichtete die befreiten Sklaven in ihrer Gemeinschaft im Lesen und Schreiben sowie in einigen handwerklichen Berufen. Ganzheitliche Studien, die auf das Verständnis der ethnischen und kulturellen Identität der Afroamerikaner Salems ausgerichtet waren, haben wesentliche Erkenntnisse über die historische Entwicklung in Old Salem beigetragen.
Drei weitere Museen sind in einem modernen Gebäude in dem Bezirk untergebracht, darunter das Museum of Early Southern Decorative Arts (MESDA) in Old Salem. Dies ist das einzige Museum, das sich der Erforschung und Ausstellung früher historischer dekorativer Kunst des Südens verschrieben hat. Es zeigt in 24 Räumen und sechs Galerien Möbel, Gemälde, Textilien, Keramiken, Silber- und andere Metallwaren aus Maryland, Virginia, den Carolinas, Georgia, Kentucky und Tennessee bis etwa 1820. Das Old Salem Toy Museum zeigt eine große Bandbreite alter und seltener Spielzeuge, die meisten aus dem 19. und frühen 20. Jahrhundert. Das Old Salem Children’s Museum wendet sich vor allem an Kinder zwischen 4 und 9 Jahren.

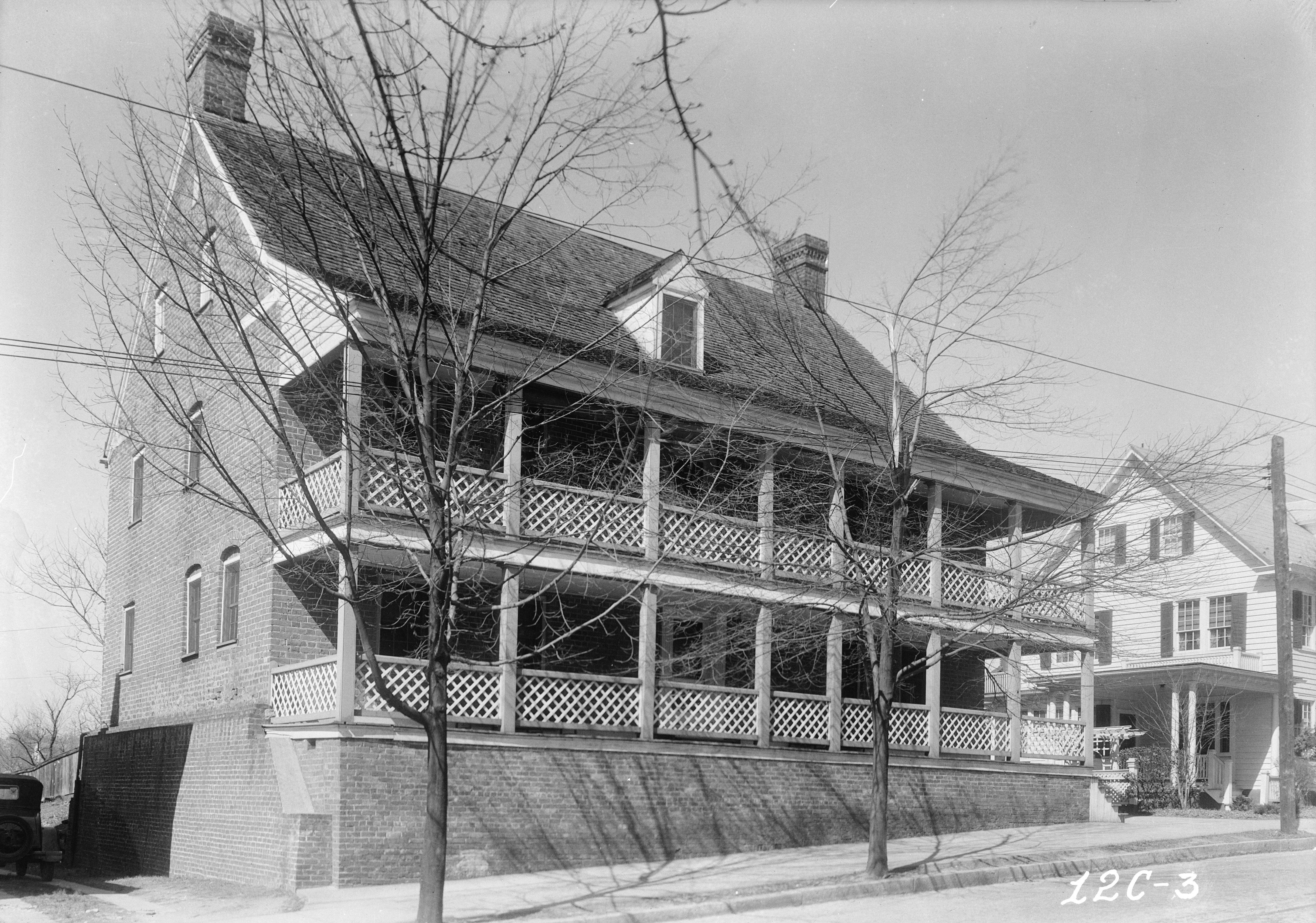
Salem Tavern

Sehenswürdigkeiten des Dorfes selbst sind beispielsweise die Salem Tavern, in der George Washington am 31. Mai und 1. Juni 1790 auf dem Weg durch Carolina zwei Nächte verbracht hat, das Single Brothers' House, die Boys' School und die Winkler Bakery sowie verschiedene Läden. Bemerkenswert ist auch die wiederaufgebaute Kirche St. Philips Moravian Church, die von der Gemeinde in Salem für die befreiten und freien Afroamerikaner gebaut wurde, um die Vorgabe einer Gemeindeabstimmung zur Rassentrennung im Gottesdienst und damit auch das staatliche Gesetz North Carolinas von 1816 zu erfüllen.
Innerhalb des historischen Bezirks liegt der Campus des Salem College und der Akademie mit der Aula sowie das restaurierte Single Sisters’ House, der Buchladen des Colleges und die Bücherei Gramley Library. Schüler der Governor's School of North Carolina übernachten im Sommer in den restaurierten Schlafsälen.
Die Home Moravian Church,  Kirchensaal der Evangelischen Brüdergemeine, die nicht im historischen Bezirk liegt, ist während der eigentlichen touristischen Saison für Besucher geöffnet. Von der Kirche wird außerdem der Marktplatz, der Salem Square, betreut, auf dem rund um das Jahr etliche Veranstaltungen stattfinden, inklusive einer Konzertserie im Sommer. „Easter City“, ein traditioneller moravischer Gottesdienst bei Sonnenaufgang an Ostern, zieht Tausende von Besuchern an.

## Die Kaffeekanne
Die Gemeinde von Old Salem (und von Winston-Salem im Ganzen) wird häufig durch eine große Kaffeekanne aus Zinn repräsentiert, die ursprünglich von dem Moravier Julius Mickey im Jahre 1858 als eine Werbung für seine Zinnschmiede geschaffen wurde. Traditionell wird gesagt, sie fasse 740 Gallonen Kaffee (etwa 2800 Liter). Sie befand sich ursprünglich an der Kreuzung Belews und Main Street, an der sie die Grenze zwischen den beiden Orten Winston und Salem anzeigte, als die Moravier sich noch von ihren Nachbarn isolierten. Nach dem Zusammenschluss der beiden Ortschaften im Jahre 1913 wurde sie zum Symbol der Zusammengehörigkeit.
1920 wurde die Kanne von einem Auto angefahren und von ihrem Platz gestoßen, die Stadt erzwang aus Gründen der Verkehrssicherheit und des Wettbewerbsrechtes gegen heftigen Widerstand der Bevölkerung die Entfernung der Kanne von ihrem Platz. Sie wurde nach zähem Ringen an derselben Kreuzung etwas von der Straße zurückgesetzt wieder aufgestellt. 1959 musste sie der Interstate 40 weichen, die durch die Kreuzung führt, und heute steht sie an der Kreuzung von Main Street und Brookstown Avenue.